# Mbala
Mbala es una ciudad situada en la provincia del Norte, Zambia. Ocupa un lugar estratégico cerca de la frontera con Tanzania y controla los accesos meridionales al lago Tanganica, a 40 kilómetros por la carretera del noroeste, donde está situado el puerto de Mpulungu.Tiene una población de 24.010 habitantes, según el censo de 2010.
Bajo el nombre  de Abercorn, Mbala era un puesto avanzado dominante durante el dominio británico de esta parte de África central meridional.

## Geografía
La ciudad está en el borde de la meseta que cubre la mayor parte de Zambia, a una altitud de 1670 m, unos 900 m más alto que el lago Tanganika, que se encuentra a 22 km. La escarpa sobre el lago es el final del Rift Albertino, la rama occidental del Rift de África Oriental, y el área de Mbala sufre terremotos ocasionalmente. También se dice que el pequeño pero pintoresco lago Chila dentro de la ciudad experimenta sequedad inexplicable, e inundaciones repentinas de provenientes de manantiales subterráneos, pero esto puede ser sólo una leyenda.

## Clima
Mbala tiene un clima subtropical húmedo (Köppen: Cwa).
| Parámetros climáticos promedio de Mbala | Parámetros climáticos promedio de Mbala | Parámetros climáticos promedio de Mbala | Parámetros climáticos promedio de Mbala | Parámetros climáticos promedio de Mbala | Parámetros climáticos promedio de Mbala | Parámetros climáticos promedio de Mbala | Parámetros climáticos promedio de Mbala | Parámetros climáticos promedio de Mbala | Parámetros climáticos promedio de Mbala | Parámetros climáticos promedio de Mbala | Parámetros climáticos promedio de Mbala | Parámetros climáticos promedio de Mbala | Parámetros climáticos promedio de Mbala |
| Mes                                     | Ene.                                    | Feb.                                    | Mar.                                    | Abr.                                    | May.                                    | Jun.                                    | Jul.                                    | Ago.                                    | Sep.                                    | Oct.                                    | Nov.                                    | Dic.                                    | Anual                                   |
| --------------------------------------- | --------------------------------------- | --------------------------------------- | --------------------------------------- | --------------------------------------- | --------------------------------------- | --------------------------------------- | --------------------------------------- | --------------------------------------- | --------------------------------------- | --------------------------------------- | --------------------------------------- | --------------------------------------- | --------------------------------------- |
| Temp. máx. abs. (°C)                    | 29.6                                    | 29.0                                    | 30.0                                    | 28.0                                    | 30.1                                    | 27.4                                    | 28.5                                    | 32.1                                    | 31.5                                    | 37.0                                    | 32.0                                    | 29.0                                    | 37.0                                    |
| Temp. máx. media (°C)                   | 23.3                                    | 23.7                                    | 24.5                                    | 24.8                                    | 24.8                                    | 24.3                                    | 24.2                                    | 25.7                                    | 27.4                                    | 27.7                                    | 25.2                                    | 23.4                                    | 24.9                                    |
| Temp. media (°C)                        | 18.4                                    | 18.3                                    | 18.7                                    | 18.7                                    | 18.1                                    | 16.9                                    | 17.1                                    | 18.5                                    | 20.6                                    | 20.7                                    | 19.3                                    | 18.4                                    | 18.6                                    |
| Temp. mín. media (°C)                   | 14.7                                    | 14.8                                    | 15.0                                    | 14.7                                    | 13.0                                    | 10.8                                    | 10.5                                    | 12.0                                    | 13.8                                    | 15.1                                    | 15.1                                    | 14.8                                    | 13.7                                    |
| Temp. mín. abs. (°C)                    | 8.8                                     | 11.5                                    | 9.6                                     | 7.8                                     | 8.4                                     | 5.6                                     | 5.2                                     | 6.4                                     | 9.5                                     | 10.0                                    | 6.6                                     | 7.8                                     | 5.2                                     |
| Precipitación total (mm)                | 237.0                                   | 209.5                                   | 233.3                                   | 126.0                                   | 16.6                                    | 1.8                                     | 0.2                                     | 0.5                                     | 4.7                                     | 20.1                                    | 137.3                                   | 252.1                                   | 1239.1                                  |
| Días de precipitaciones (≥ 1.0 mm)      | 20                                      | 18                                      | 20                                      | 13                                      | 2                                       | 0                                       | 0                                       | 0                                       | 0                                       | 4                                       | 13                                      | 21                                      | 111                                     |
| Horas de sol                            | 130.2                                   | 134.4                                   | 170.5                                   | 213.0                                   | 285.2                                   | 300.0                                   | 306.9                                   | 303.8                                   | 273.0                                   | 235.6                                   | 189.0                                   | 142.6                                   | 2684.2                                  |
| Fuente: NOAA                            |                                         |                                         |                                         |                                         |                                         |                                         |                                         |                                         |                                         |                                         |                                         |                                         |                                         |